# Alcolapia alcalica
Alcolapia alcalica är en fiskart som först beskrevs av Hilgendorf, 1905.  Alcolapia alcalica ingår i släktet Alcolapia och familjen Cichlidae. IUCN kategoriserar arten globalt som starkt hotad. Inga underarter finns listade i Catalogue of Life.

## Bildgalleri

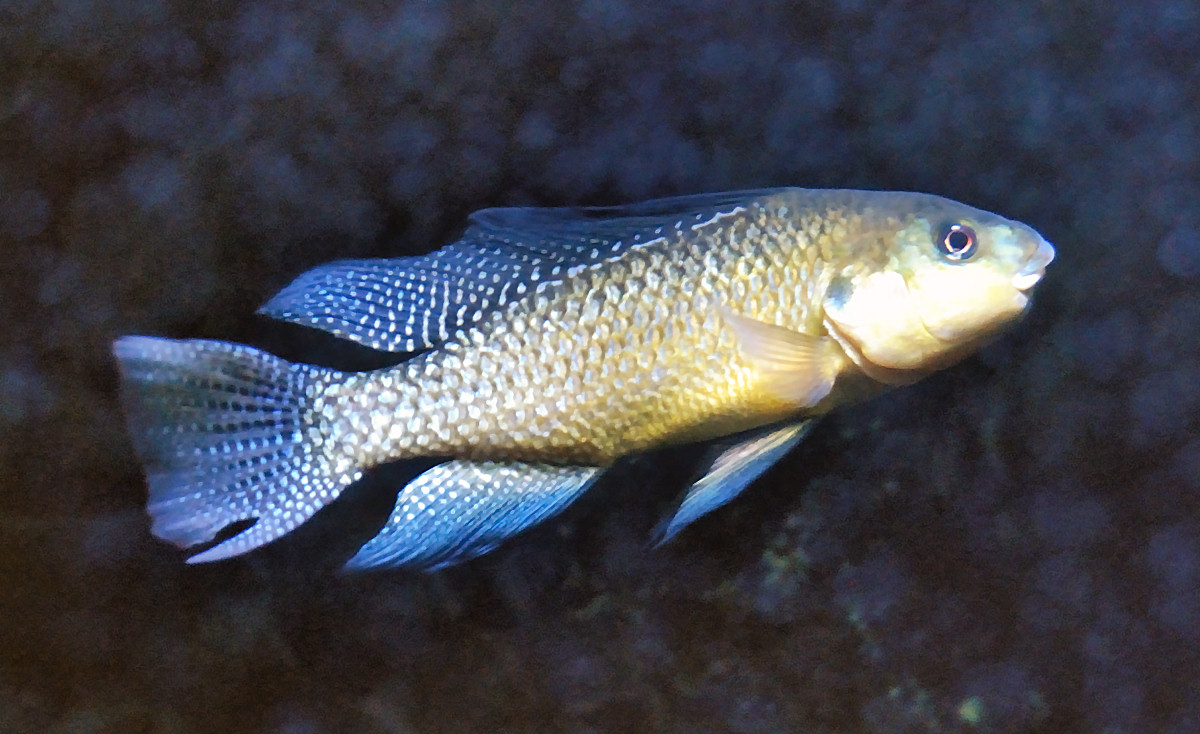